# مریخ ۷
مریخ ۷ (روسی: Марс-۷) که با نام 3MP No.51P نیز شناخته می‌شود، یک فضاپیمای شوروی بود که در سال ۱۹۷۳ برای کاوش مریخ به فضا پرتاب شد. این فضاپیما شامل یک خودروی ۳ مگاپیکسلی بود که مأموریت نهایی برنامه مریخ را تشکیل می‌داد، همچنین شامل یک فرودگر و یک بشقاب جانبی با ابزارهایی برای مطالعه مریخ در حین پرواز بود. به دلیل نقص عملکرد، فرودگر نتوانست مانور لازم برای ورود به جو مریخ را انجام دهد، از مدار سیاره دور شد و همراه با بشقاب جانبی در مدار خورشید باقی ماند.